# Diocesi di Nicives
La diocesi di Nicives (in latino Dioecesis Nicivensis) è una sede soppressa e sede titolare della Chiesa cattolica.

## Storia
Nicives, identificabile con N'Gaous nella Provincia di Batna in Algeria, è un'antica sede episcopale della provincia romana di Numidia.
Sono tre i vescovi attribuiti a questa sede. Tra i prelati presenti alla conferenza di Cartagine del 411, che vide riuniti assieme i vescovi cattolici e donatisti dell'Africa, partecipò per parte cattolica Justus episcopus Nicibensis, che non ebbe competitori donatisti.
Il nome di Paolo, episcopus Nibensis, figura all'8º posto nella lista dei vescovi della Numidia convocati a Cartagine dal re vandalo Unerico nel 484; Paolo era già deceduto all'epoca della redazione di questa lista.
Infine un'iscrizione bizantina scoperta nella regione di N'Gaous e datata 6 ottobre 580 riporta il nome di Colombo: secondo Mesnage questo Columbus potrebbe essere lo stesso vescovo destinatario di alcune lettere di Gregorio Magno, tra il 591 e il 602.
Dal 1933 Nicives è annoverata tra le sedi vescovili titolari della Chiesa cattolica; dall'11 febbraio 2014 il vescovo titolare è Andrzej Jerzy Zglejszewski, vescovo ausiliare di Rockville Centre.

## Cronotassi

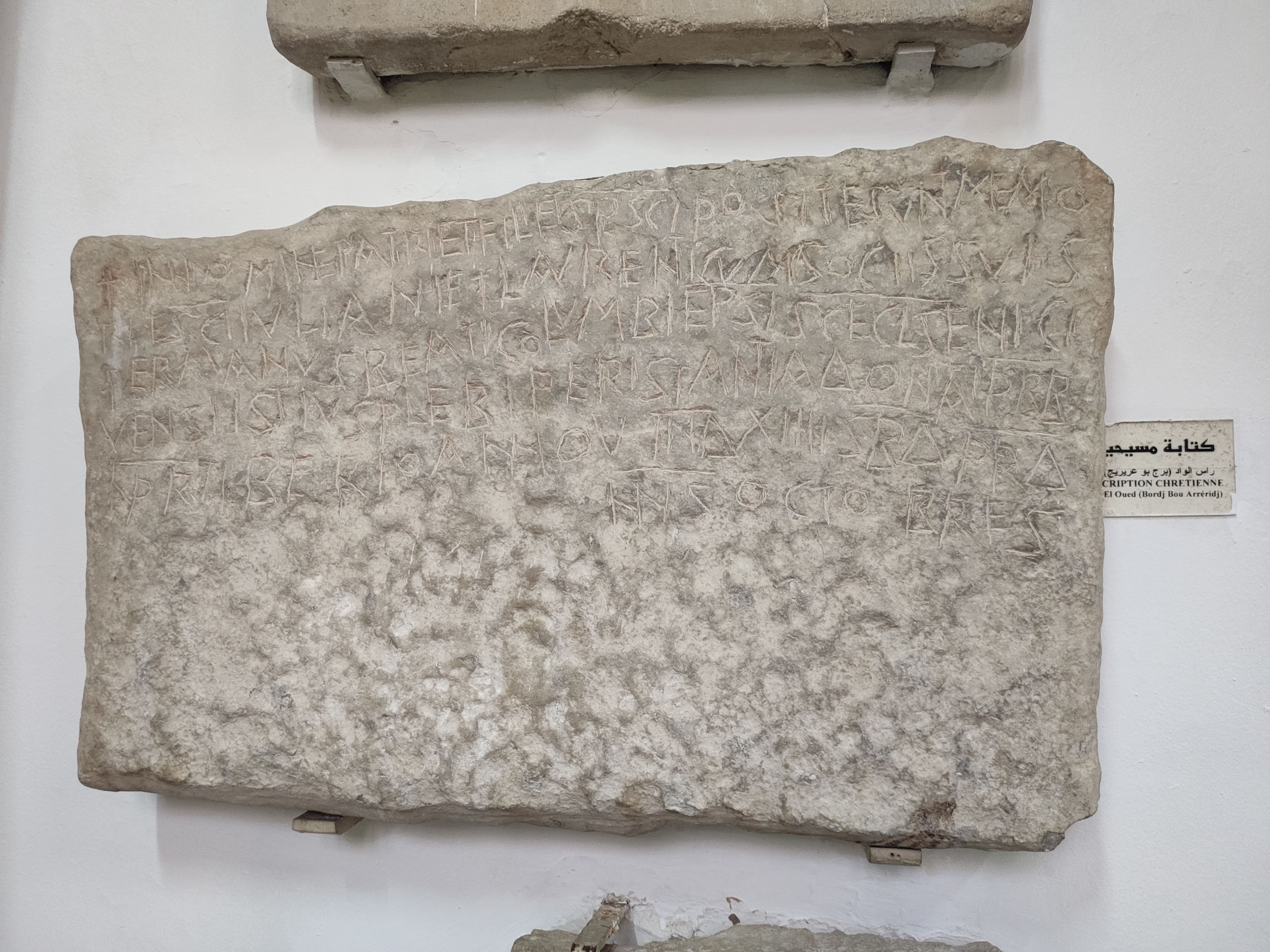
L'iscrizione di Columbus nel Museo Nazionale di Antichità e delle Arti Islamiche di Algeri

### Vescovi residenti
- Giusto † (menzionato nel 411)
- Paolo † (prima del 484)
- Colombo † (prima del 580 - dopo il 602)

### Vescovi titolari
- Angelo Félix Mugnol † (7 febbraio 1966 - 15 gennaio 1969 nominato vescovo di Bagé)
- Guillermo Escobar Vélez † (28 luglio 1969 - 22 gennaio 1971 dimesso)
- Abel Alonso Núñez, O. de M. † (14 luglio 1971 - 24 marzo 1976 nominato vescovo di Campo Maior)
- Stanley Joseph Ott † (24 maggio 1976 - 13 gennaio 1983 nominato vescovo di Baton Rouge)
- José Mário Stroeher (25 marzo 1983 - 8 agosto 1986 nominato vescovo di Rio Grande)
- William Jerome McCormack † (23 dicembre 1986 - 23 novembre 2013 deceduto)
- Andrzej Jerzy Zglejszewski, dall'11 febbraio 2014